# Patzig
Patzig település Németországban, Mecklenburg-Elő-Pomeránia tartományban. Lakosainak száma 431 fő (2023. december 31.). Patzig Rappin és Ralswiek községekkel határos.

## Népesség
A település népességének változása:
| Lakosok száma | 463  | 457  | 455  | 442  | 431  |
|               | 2017 | 2019 | 2021 | 2022 | 2023 |